# استیو تسیچ
استیو تسیچ (صربی: Стојан Стив Тешић؛ ۲۹ سپتامبر ۱۹۴۲ – ۱ ژوئیهٔ ۱۹۹۶) یک فیلم‌نامه‌نویس، و شاعر اهل ایالات متحده آمریکا بود.
وی همچنین برنده جوایزی همچون جایزه اسکار بهترین فیلم‌نامه غیراقتباسی شده است.